# Order Świętego Księcia Daniela Moskiewskiego
Order Świętego Księcia Daniela Moskiewskiego (ros. Орден cвятoгo блaгoвepнoгo князя Дaнилa Mocкoвcкoгo) – odznaczenie Rosyjskiej Cerkwi Prawosławnej.

## Historia
Daniel (1261–1303), pierwszy książę wówczas nieznanej i malutkiej Moskwy, był młodszym synem św. Aleksandra Newskiego i w podziale ojcowizny otrzymał to nieznaczące miasteczko. Wsławił się dobrymi rządami i utrzymaniem przez cały czas panowania pokoju z sąsiadami, położył podwaliny późniejszej potęgi wielkich książąt i carów moskiewskich, którzy aż do Iwana Groźnego wywodzili się od niego. Daniel wzniósł pierwszy moskiewski klasztor, Monastyr św. Daniela, gdzie dziś spoczywają jego zwłoki.
Order św. Daniela ustanowiony został 27 grudnia 1988 przez Święty Synod Cerkwi Prawosławnej ówczesnego ZSRR na pamiątkę 1000-lecia Chrztu Rosji jako trójklasowe odznaczenie zarówno dla świeckich jak i duchownych. Nadawany jest za zasługi przy odrodzeniu życia duchowego Rosji i jego umacnianiu.

## Opis
Insygnium orderu to krzyż kawalerski z kulkami na zakończeniach ramion, z owalnym medalionem pośrodku otoczonym niebieskim wieńcem i zawierającym podobiznę świętego. Order I klasy jest emaliowany na biało i posiada między ramionami złote girlandy noszące małe (łacińskie) krzyżyki i zawierające szafiry. Order II klasy jest emaliowana na niebiesko i zawiera między ramionami wiązki srebrnych promieni. Order III klasy, nieemaliowany, jest kształtem identyczny jak II klasa. Order noszony jest na prawej piersi, przypinany na śrubie z mutrą. Na ramionach krzyża orderowego znajduje się napis БЛВ-КНЗ-ДAНИЛ-MOCK („Wielki Książę Daniel Moskiewski”).
Z orderem związany jest jednoklasowy złoty medal tego samego miana, noszony na zielonej wstążeczce, z napisem Зa тpyды вo cлaвy Cвятoй Цepкви („Za pracę na chwałę Świętej Cerkwi”) na rewersie.